# 交代代数
非可換環論における交代環（こうたいかん、英: alternative ring）あるいは交代多元環（こうたいたげんかん、英: alternative algebra; 交代代数）は、必ずしも結合的でない乗法を持つ体上の多元環（分配多元環）であって、特に任意の元 x, y に対し
- 左交代性: {\displaystyle x(xy)=(xx)y}
- 右交代性: {\displaystyle (yx)x=y(xx)}

を満たすという意味で交代性を持つものをいう。
任意の結合多元環は明らかに交代的だが、八元数環のように厳密に非結合的な交代代数もたくさんある。他方、十六元数環のように交代的ですらないものもある。

## 結合子の交代性
交代多元環の名称における「交代的」というのは、実際にはその任意の結合子が多重線型形式として交代的 (alternating form) であることを示唆してのものである。ここで、結合子とは
{\displaystyle [x,y,z]=(xy)z-x(yz)}
として与えられる三重線型形式をいう。また、重線型形式が交代的とは、その引数の任意の二つが一致するときは必ず 0 になることをいう。実際、冒頭に挙げた乗法の左および右交代性を示す等式は、結合子を用いて
結合子の左交代性: {\displaystyle [x,x,y]=0,}
結合子の右交代性: {\displaystyle [y,x,x]=0}
と書きなおすことができる。またこの二つの式から結合子が完全歪対称 (totally skew-symmetric)、即ち任意の置換 σ に対して
{\displaystyle [x_{\sigma (1)},x_{\sigma (2)},x_{\sigma (3)}]=\operatorname {sgn}(\sigma )[x_{1},x_{2},x_{3}]}
を満たすことが示せる。またこれより任意の x, y に対して 
{\displaystyle [x,y,x]=0,}
即ち、柔軟恒等式
{\displaystyle (xy)x=x(yx)}
を満たすことが分かる。
さて以上により、交代代数の結合子は交代的であり、逆に結合子が交代的な任意の多元環は交代代数であることがわかる。また条件の対称性を考えれば、以下の三条件
- 左交代性: {\displaystyle x(xy)=(xx)y,}
- 右交代性: {\displaystyle (yx)x=y(xx),}
- 柔軟性: {\displaystyle (xy)x=x(yx)}

のうちの任意の二つを満足する多元環は、従って残りの一つも同時に満足して、交代代数であることが確認できる。
交代的結合子は常に完全歪対称であるが、逆は係数体の標数が 2 でない限りにおいて正しい。

## 例
- 任意の結合多元環は交代的である。
- 八元数の全体は非結合的交代代数である。実は実 8-次元のノルム多元体になる[3]。
- より一般に、任意の一般八元数環は交代的である。

## 性質
アルティンの定理の述べるとおり「交代多元環の任意の二元が生成する部分多元環は結合的である」。逆に、任意の二元が生成する部分多元環が結合的となるような任意の多元環は明らかに交代的である。これにより、交代多元環において、変数を二つしか持たないような関係式は、積の結合順序を示すための括弧を省略しても意味を損なわない。アルティンの定理を「交代代数において結合的な三元 x, y, z (即ち [x, y, z] = 0) の生成する部分多元環は結合的である」と一般化することができる。
アルティンの定理の系として「交代多元環は冪結合的である」、即ち「その任意の単項生成部分多元環は結合的である」が、逆は正しくない。例えば十六元数の全体は冪結合的だが交代的でないような多元環になる。
任意の交代代数においてムーファング恒等式
- {\displaystyle a(x(ay))=(axa)y,}
- {\displaystyle ((xa)y)a=x(aya),}
- {\displaystyle (ax)(ya)=a(xy)a}

が成り立つ。
単位的交代代数において、乗法逆元は存在すれば一意である。さらに任意の可逆元 x と任意の元 y に対し
{\displaystyle y=x^{-1}(xy),}
即ち、結合子 [x−1, x, y] は消える。また、x, y ともに可逆ならば、その積 xy もまた可逆で
{\displaystyle (xy)^{-1}=y^{-1}x^{-1}}
が成り立つ。従って、可逆元全体の成す集合は積について閉じており、ムーファング・ループを成す。交代環におけるこの単元ループ（単元準群）は結合環における単元群に対応する概念である。
ツォルンの定理によれば、任意の有限次元非結合的交代代数は一般八元数代数である。

## 応用
任意の交代的可除多元環上の射影平面はムーファング平面である。
Guy Roos (2008, p. 162) は交代代数と合成代数の近しい関係性を述べる。多元環 A が単元 e と対合的逆転同型
{\displaystyle *\colon A\to A;a\mapsto a^{*}}
を持ち、任意の a ∈ A に対して a + a∗ および n(a) := aa∗ がともに e の張る直線上にあると仮定する。このとき、写像 n が A の係数体への写像として非特異かつ A は交代的ならば、組 (A, n) は合成代数になる。

## 注
1. ↑  引数の任意の二つを入れ替えると符号が変わる ((−1)-倍される) という性質のことを「交代性」と呼んでいる文献もあるが、一般にそれは「歪対称性」(skew-symmetric) あるいは「反対称性」(anti-symmetric) と呼ばれる性質である。多くの文脈では同じ概念を指すことになるため混同しても影響のないこともあるが、特に標数 2 の体も含めて考える場合には注意すべきである
2. ↑  ので（ループ（英語版）（単位的準群）は必ずしも群ではないけれども）用語の濫用で単元ループのことを単元群と呼ぶことも稀にある。